# Martina Rosucci
Martina Rosucci, née le 9 mai 1992 à Turin, est une footballeuse internationale italienne évoluant au poste de milieu de terrain. Elle joue pour la Juventus féminine en Serie A féminine depuis 2017 et en équipe nationale italienne de football.

## Carrière en club
Martina Rosucci a joué pour ACF Torino avant de rejoindre ACF Brescia feminine en 2011 puis la Juventus feminine en 2017. 

## Carrière internationale
Antonio Cabrini a sélectionné Martina Rosucci en équipe nationale de football féminine d'Italie pour le Championnat d'Europe féminin de football 2013 . Elle a également fait partie de l'équipe d'Italie pour l'Euro 2017. 
En 2019, elle fait partie des 23 joueuses retenues afin de participer à la Coupe du monde organisée en France.
En 2022, elle est sélectionnée pour disputer le Championnat d'Europe 2022, en Angleterre.
| Compétition         | Tour           | Date       | Lieu     | Adversaire | Buts | Résultat | Total |
| ------------------- | -------------- | ---------- | -------- | ---------- | ---- | -------- | ----- |
| Coupe du monde 2015 | Qualifications | 20-09-2013 | Tallinn  | Estonie    | 1    | 5-1      | 1     |
| Coupe du monde 2019 | Qualifications | 10-04-2018 | Ferrare  | Belgique   | 1    | 2-1      | 1     |
| Euro 2022           | Qualifications | 08-11-2019 | Bénévent | Géorgie    | 1    | 6-0      | 1     |

## Palmarès

### Club
ACF Brescia
- Serie A : champion en 2014, 2016
- Coppa Italia : vainqueur en 2012, 2015, 2016
- Supercoupe italienne : vainqueur en 2014, 2015, 2016

Juventus FC
- Serie A : champion en 2018, 2019, 2020
- Coppa Italia : vainqueur en 2019
- Supercoupe italienne : vainqueur en 2019

### Sélection
Italie -19 ans
- Championnat d'Europe des moins de 19 ans : Vainqueur en 2008

### Individuel
- Pallone Azzurro : Gagnante - 2014